# Rdestnica

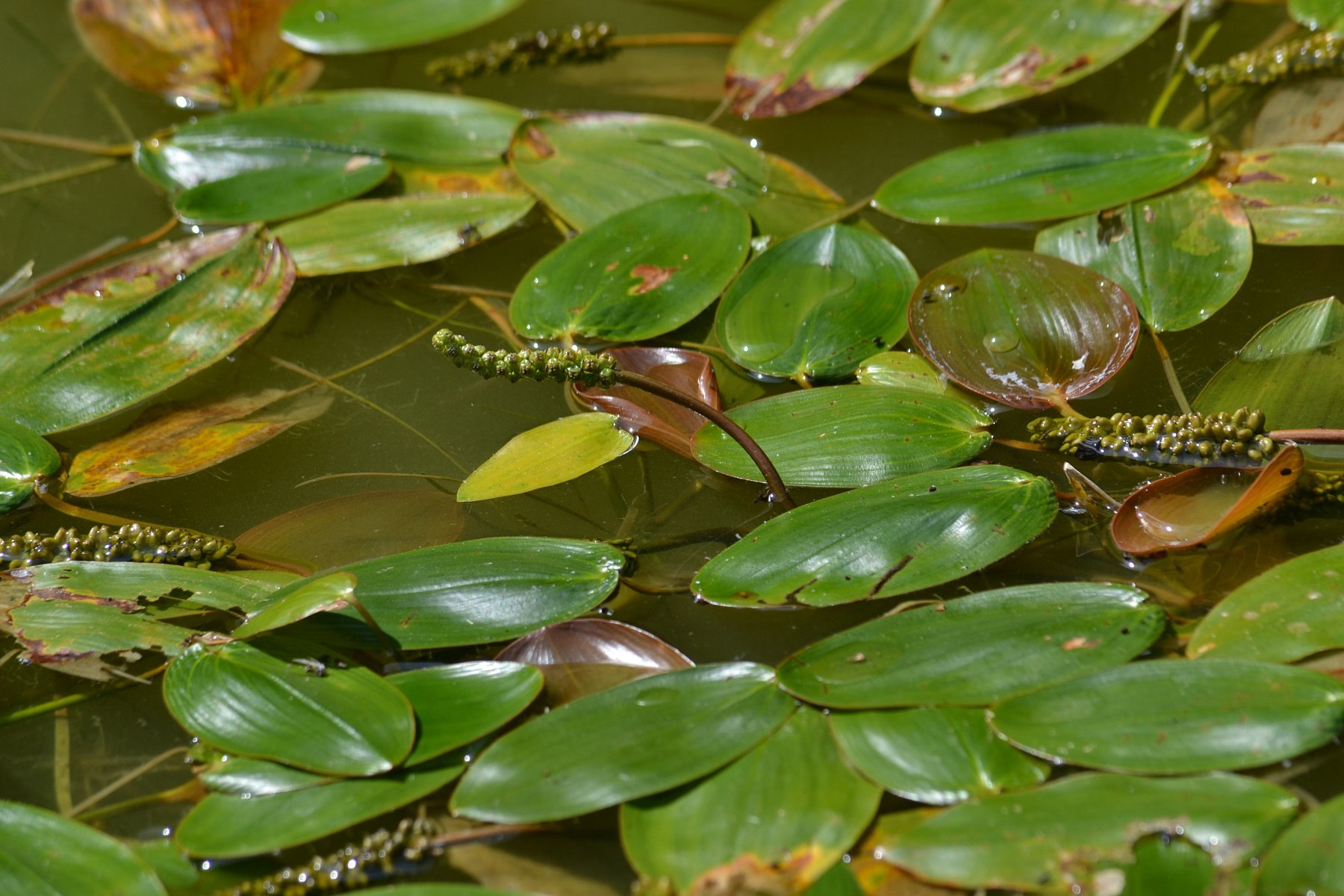
Pływające liście rdestnicy pływającej

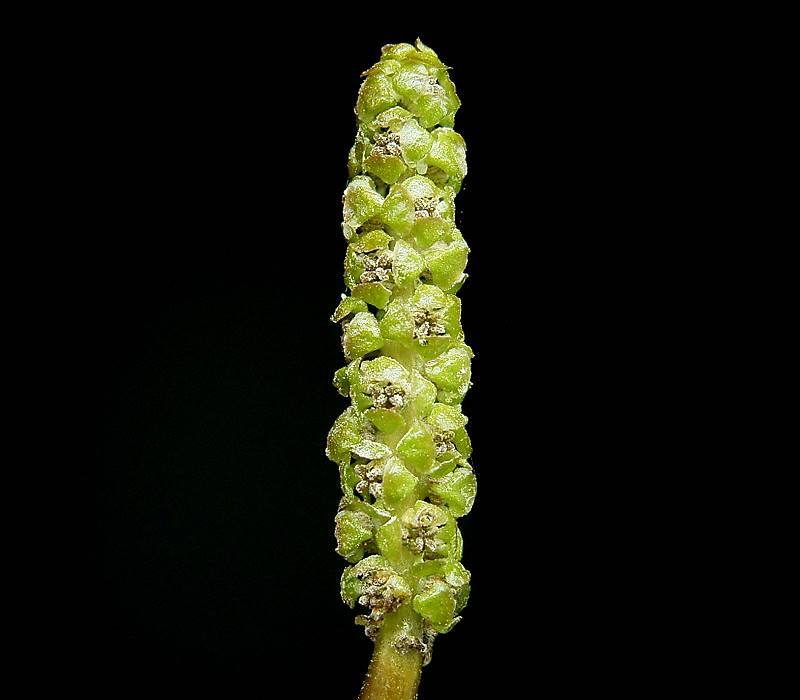
Kwiatostan rdestnicy pływającej

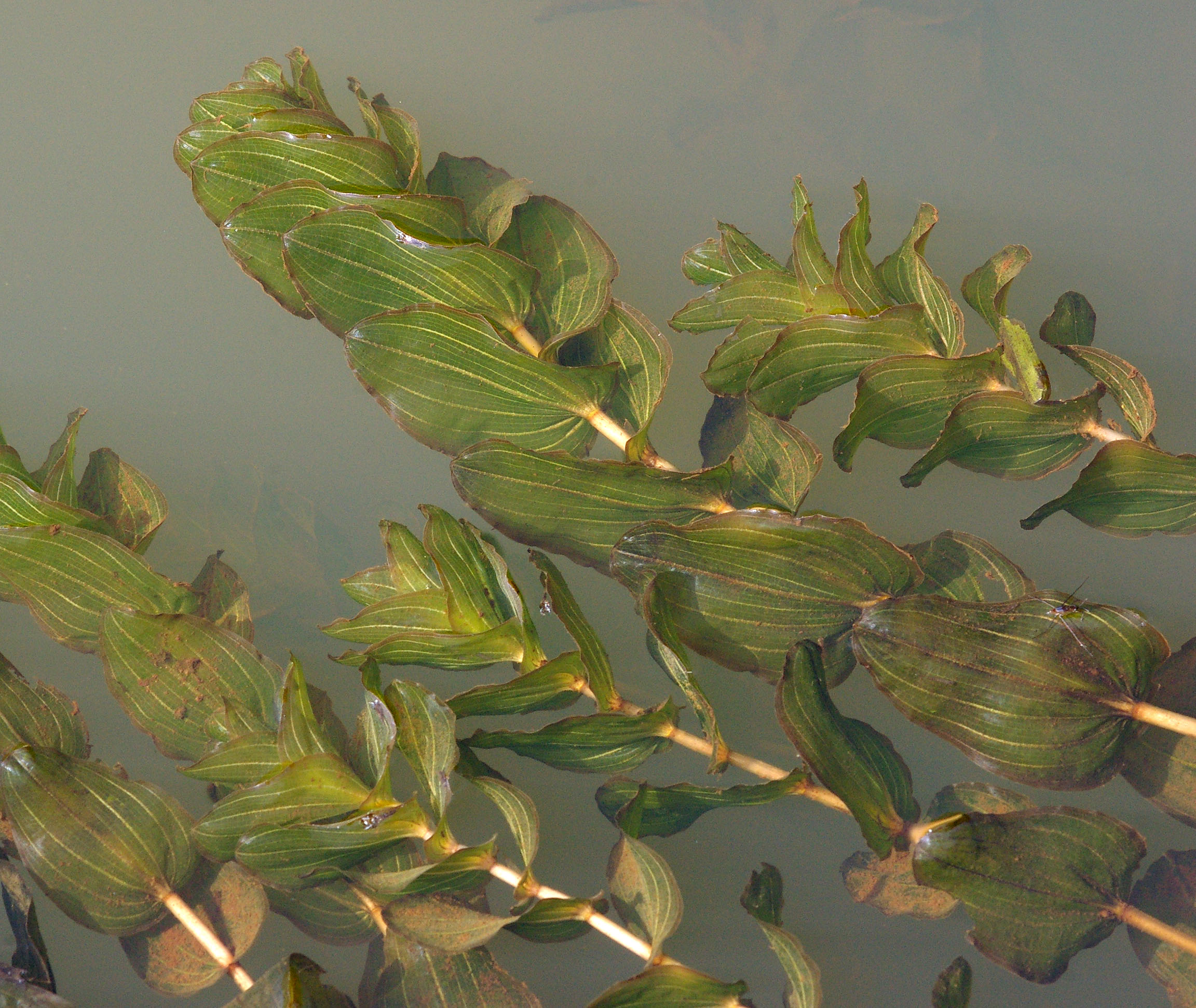
Zanurzone liście rdestnicy przeszytej

Rdestnica (Potamogeton L.) – rodzaj roślin wodnych z rodziny rdestnicowatych (Potamogetonaceae). Należy do niego 90 gatunków i co najmniej 70 mieszańców. Rodzaj jest kosmopolityczny, przy czym najbardziej zróżnicowany jest w strefie umiarkowanej na półkuli północnej. W Polsce występuje 18 gatunków i liczne mieszańce. Są to rośliny wód słodkich i słabo zasolonych, odgrywające ważną rolę w ekosystemach wodnych.
Rośliny wykorzystywane są jako paszowe, kłącza zawierające skrobię są jadalne, niektóre gatunki uprawiane są jako ozdobne w stawach i akwariach. Potamogeton diversifolius jest rośliną włóknodajną – z włókien tego gatunku sporządzane są sieci rybackie.

## Rozmieszczenie geograficzne

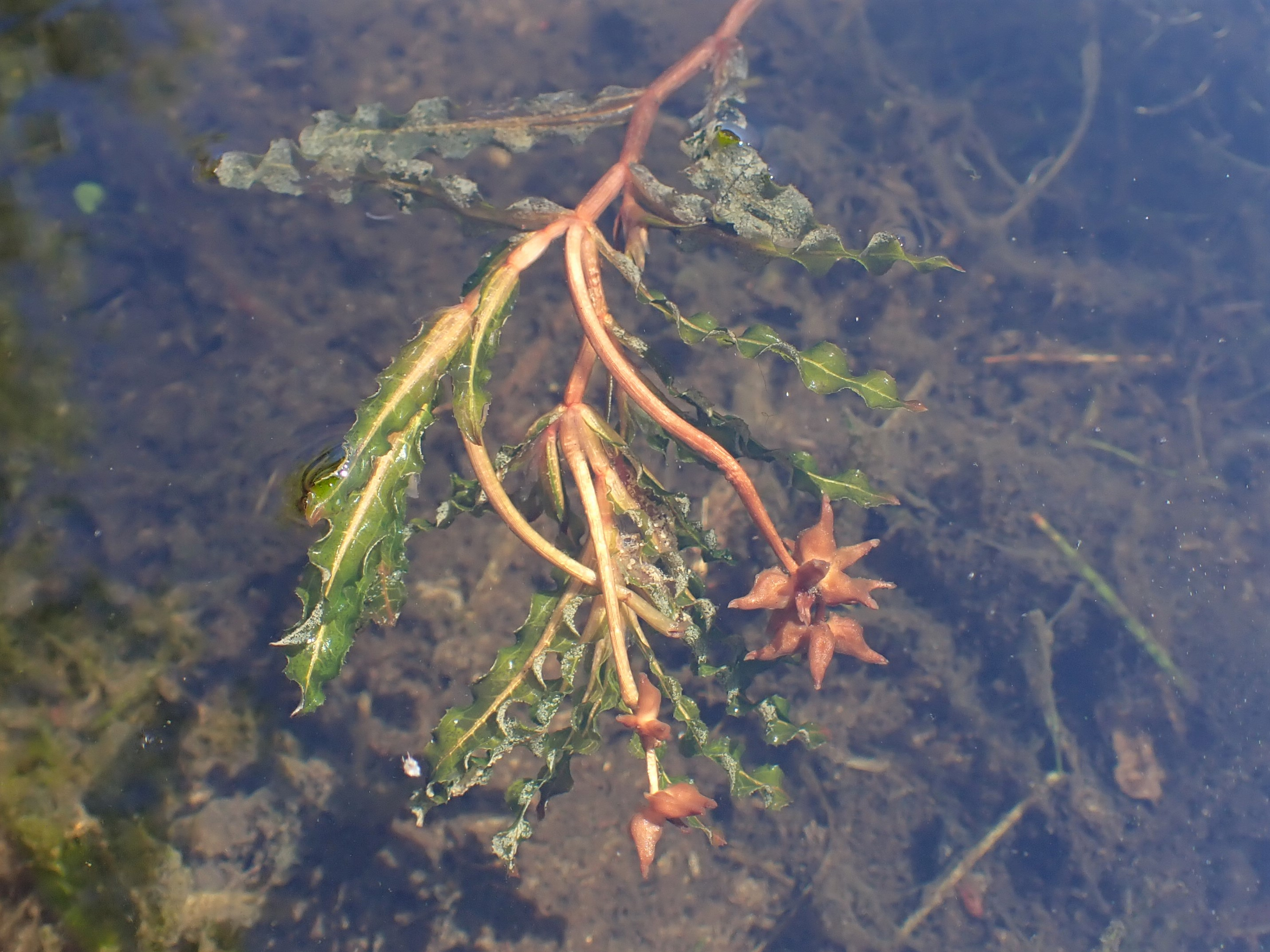
Rdestnica kędzierzawa

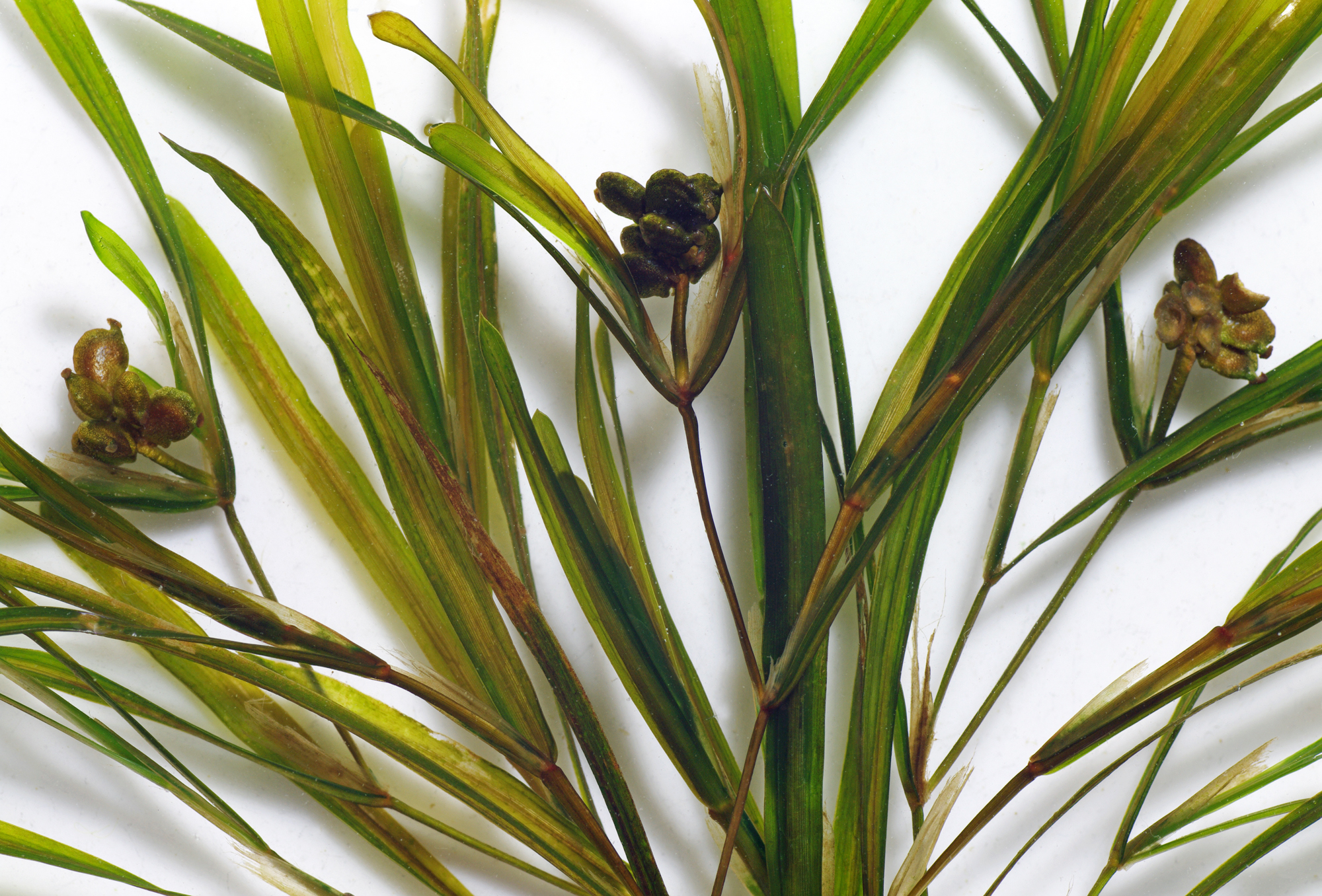
Rdestnica ostrolistna

Rodzaj jest niemal kosmopolityczny, przy czym najbardziej zróżnicowany na półkuli północnej. W Ameryce Północnej rosną 33 gatunki, w Europie 22, w Chinach 20.
W Polsce rośnie (wszystkie jako rośliny rodzime) 18 gatunków i liczne mieszańce.
Gatunki flory Polski
Pierwsza nazwa naukowa według listy krajowej, druga – obowiązująca według bazy taksonomicznej Plants of the World online (jeśli jest inna)

- rdestnica alpejska Potamogeton alpinus Balb.
- rdestnica Berchtolda Potamogeton berchtoldii Fieber
- rdestnica bamberska Potamogeton × bambergensis G.Fisch. ≡ Potamogeton acutifolius Link
- rdestnica bezogonkowa Potamogeton × assidens Z.Kaplan, Zalewska-Gał. & Ronikier ≡ Potamogeton × nervigerus Wolfg.
- rdestnica błyszcząca Potamogeton rutilus Wolfg.
- rdestnica drobna Potamogeton pusillus L.
- rdestnica fałdowana Potamogeton × undulatus Wolfg.
- rdestnica gesnacka Potamogeton × gessnacensis G.Fisch.
- rdestnica jeżogłówkolistna Potamogeton × sparganiifolius Laest. ex Fr.
- rdestnica kędzierzawa Potamogeton crispus L.
- rdestnica lśniąca Potamogeton × nitens Weber
- rdestnica nawodna Potamogeton nodosus Poir.
- rdestnica oliwkowa Potamogeton × olivaceus Baagøe ex G.Fisch.
- rdestnica ostrolistna Potamogeton acutifolius Link
- rdestnica pływająca Potamogeton natans L.
- rdestnica podługowata Potamogeton polygonifolius Pourr.
- rdestnica połyskująca Potamogeton lucens L.
- rdestnica przeszyta Potamogeton perfoliatus L.
- rdestnica stępiona Potamogeton obtusifolius Mert. & W.D.J.Koch
- rdestnica szczeciolistna Potamogeton friesii Rupr.
- rdestnica ściśniona Potamogeton compressus L.
- rdestnica tępawa Potamogeton × subobtusus Hagstr.
- rdestnica trawiasta Potamogeton gramineus L.
- rdestnica wydłużona Potamogeton praelongus Wulfen
- rdestnica włosowata Potamogeton trichoides Cham. & Schltdl.
- rdestnica wąskolistna Potamogeton × angustifolius J.Presl
- rdestnica wepska Potamogeton × vepsicus A.A.Bobrov & Chemeris
- rdestnica wierzbolistna Potamogeton × salicifolius Wolfg.
- rdestnica zabarwiona Potamogeton coloratus Hornem.
- rdestnica zmiennolistna Potamogeton × fluitans Roth

Dotychczas wyróżniane w ramach rodzaju gatunki flory Polski rdestnica grzebieniasta Potamogeton pectinatus L. i rdestnica nitkowata Potamogeton filiformis Pers. obecnie są zaliczane do rodzaju stuckenia Stuckenia jako stuckenia grzebieniasta i stuckenia nitkowata.

## Morfologia

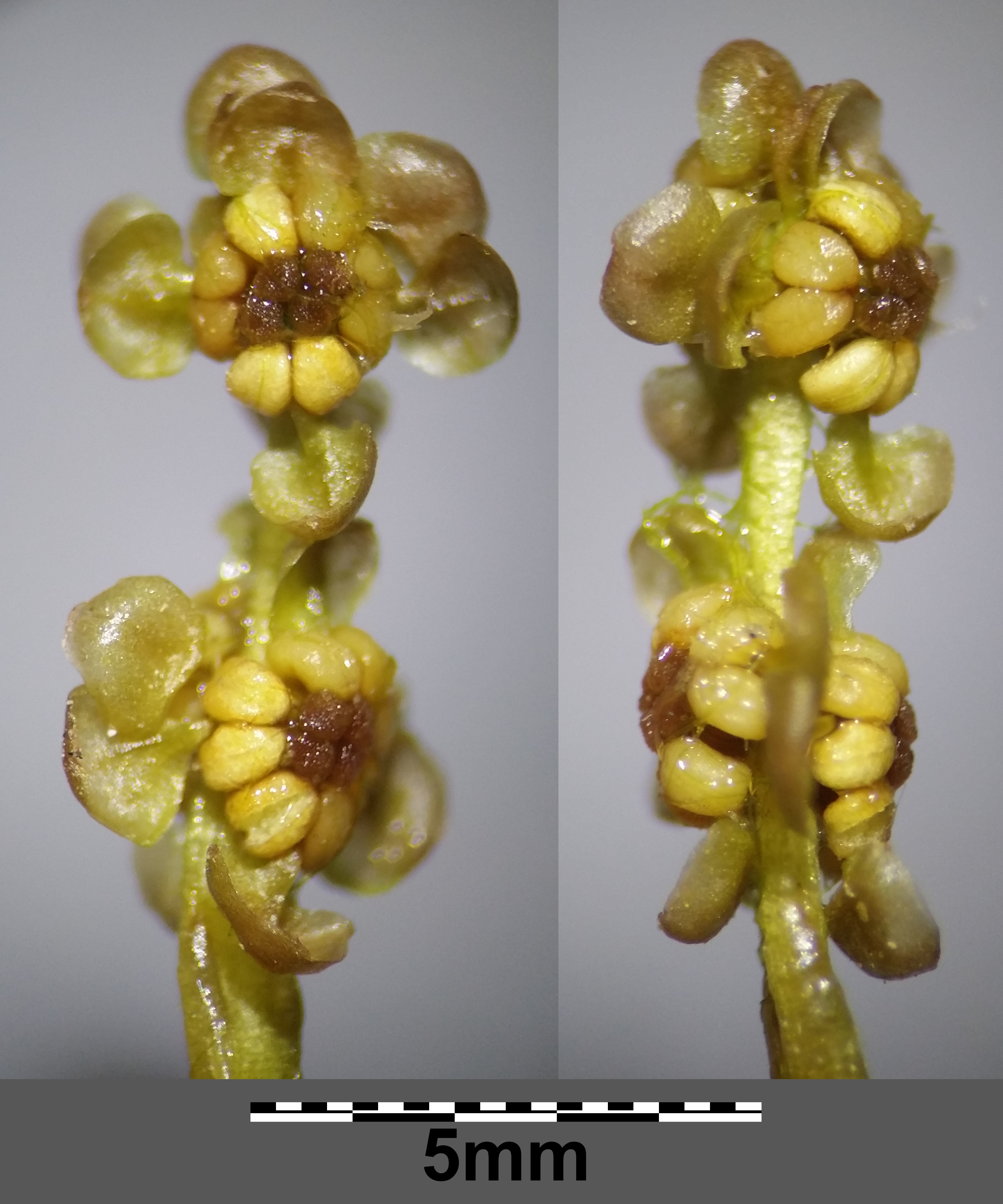
Kwiatostan rdestnicy drobnej

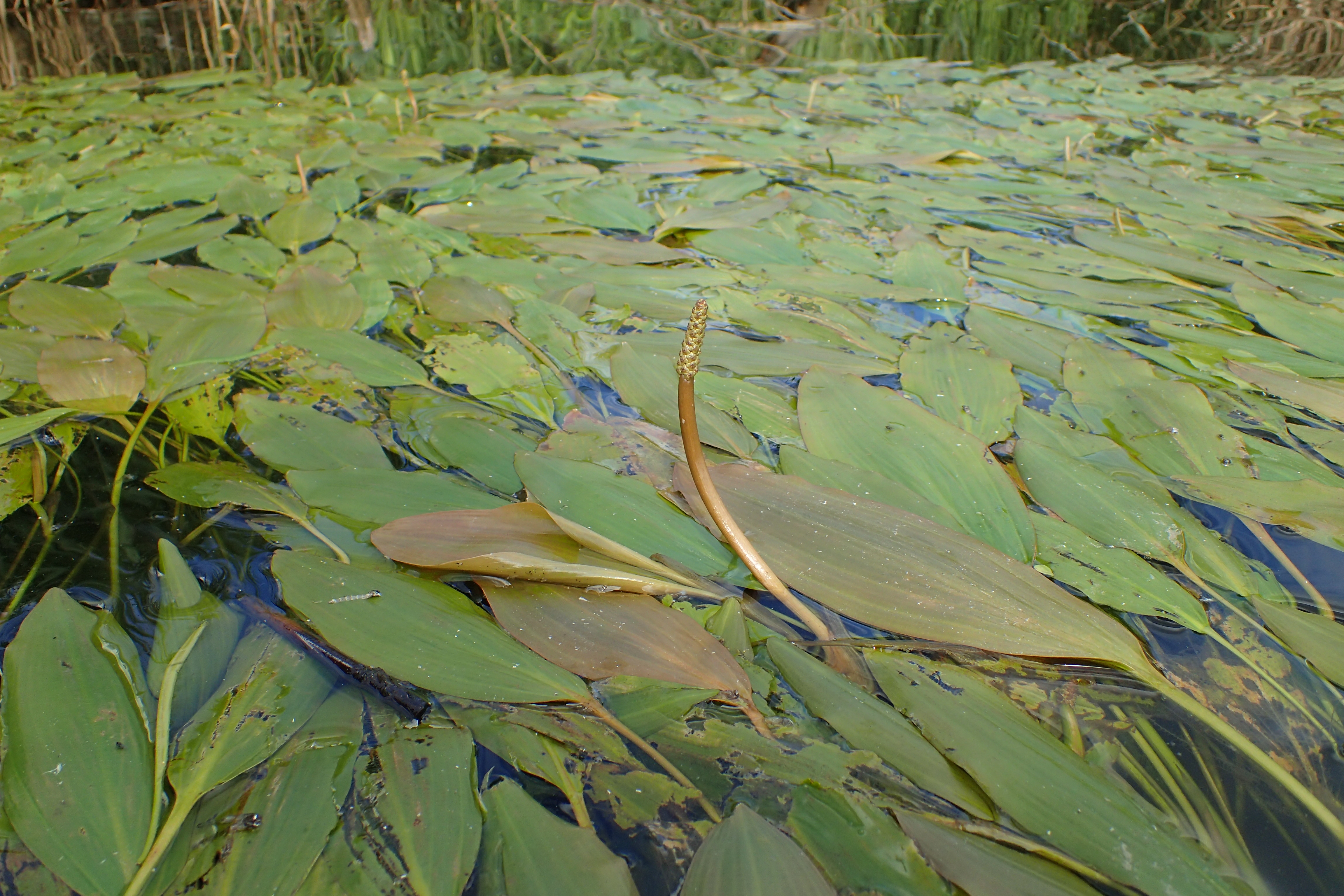
Rdestnica nawodna

PokrójRośliny zielne, wieloletnie lub jednoroczne, całkowicie zanurzone lub z liśćmi pływającymi po powierzchni wody. Pędy wykształcone w postaci kłącza lub wzniesionych łodyg. Łodygi cylindryczne lub spłaszczone, rzadko płaskie.
LiścieUlistnienie naprzemianległe, rzadko naprzeciwległe. Przylistki błoniaste, wolne lub częściowo zrośnięte z pochwą liściową. Liście wszystkie jednakowe – zanurzone lub dwupostaciowe – z odmiennymi liśćmi pływającymi i zanurzonymi. Liście zanurzone siedzące lub ogonkowe, równowąskie lub lancetowate, całobrzegie, ząbkowane lub piłkowane. Liście pływające ogonkowe, skórzaste, lancetowate do jajowatych lub szeroko eliptyczno-podługowatych. Pływające liście zawsze z kutykulą przynajmniej na górnej stronie.
KwiatyZebrane w kłos, wyrastający na pędzie kwiatostanowym wierzchołkowo lub pachwinowo, wynurzony, pływający lub zanurzony w czasie kwitnienia. Okwiat czterokrotny, wolny, przysadkopodobny i drobno poszarpany. Pręciki 4, zrośnięte z okwiatem u nasady. Główki pręcików siedzące, dwukomorowe. Słupki (1-)4 (lub 5), wolne, o znamionach siedzących lub osadzonych na krótkich szyjkach, główkowatych lub tarczowatych.
OwocePestkowiec z mięsistym egzokarpem i zdrewniałym endokarpem. Zarodek spiralny lub zakrzywiony, rzadko prosty. Bielmo nieobecne.

## Biologia i ekologia
Rdestnice to rośliny wodne zasiedlające wody słodkie lub brachiczne. Odgrywają ważną rolę w ekosystemach tworząc siedliska bytowania wielu organizmów i służąc jako rośliny pokarmowe, stabilizują też osady denne i przyśpieszają wytrącanie nanosu niesionego przez wodę. Ich ryzosfera zasiedlana jest przez bakterie nitryfikacyjne. Gatunki wieloletnie zimują w postaci kłączy, bulwek lub turionów tworzonych na pędach.

## Systematyka
Pozycja systematyczna
Jeden z rodzajów rodziny rdestnicowatych (Potamogetonaceae) w obrębie rzędu żabieńcowców (Alismatales) należących do jednoliściennych. W zależności od ujęcia systematycznego podrodzaj Potamogeton subg. Coleogeton bywa tu włączany lub wyodrębniany jako rodzaj siostrzany – stuckenia Stuckenia.
Wykaz gatunków (z wyłączeniem gatunków zaliczanych do rodzaju stuckenia Stuckenia)
- Potamogeton × absconditus Z.Kaplan, Fehrer & Hellq.
- Potamogeton acutifolius Link – rdestnica ostrolistna
- Potamogeton × aemulans Z.Kaplan, Hellq. & Fehrer
- Potamogeton alpinus Balb. – rdestnica alpejska
- Potamogeton amplifolius Tuck.
- Potamogeton × anguillanus Koidz.
- Potamogeton × angustifolius J.Presl – rdestnica wąskolistna
- Potamogeton antaicus Hagstr.
- Potamogeton × apertus Miki
- Potamogeton × attenuatus Hagstr.
- Potamogeton australiensis A.Benn.
- Potamogeton × belorussicus D.Dubovik
- Potamogeton × bennettii Fryer
- Potamogeton berchtoldii Fieber – rdestnica Berchtolda
- Potamogeton bicupulatus Fernald
- Potamogeton biformis Hagstr.
- Potamogeton × billupsii Fryer
- Potamogeton × biwaensis Miki
- Potamogeton × cadburyae Dandy & G.Taylor
- Potamogeton chamissoi A.Benn.
- Potamogeton cheesemanii A.Benn.
- Potamogeton chongyangensis W.X.Wang
- Potamogeton × clandestinus A.A.Bobrov, Zalewska-Gal. & Chemeris
- Potamogeton × cognatus Asch. & Graebn.
- Potamogeton coloratus Hornem. – rdestnica zabarwiona
- Potamogeton compressus L. – rdestnica ściśniona
- Potamogeton confervoides Rchb.
- Potamogeton × confinis Hagstr.
- Potamogeton crispus L. – rdestnica kędzierzawa
- Potamogeton cristatus Regel & Maack
- Potamogeton delavayi A.Benn.
- Potamogeton dentatus Hagstr.
- Potamogeton distinctus A.Benn.
- Potamogeton diversifolius Raf.
- Potamogeton × drepanoides Z.Kaplan
- Potamogeton drummondii Benth.
- Potamogeton epihydrus Raf.
- Potamogeton × exilis Z.Kaplan & Uotila
- Potamogeton × fauriei (A.Benn.) Miki
- Potamogeton × faxonii Morong
- Potamogeton ferrugineus Hagstr.
- Potamogeton floridanus Small
- Potamogeton × fluitans Roth – rdestnica zmiennolistna
- Potamogeton foliosus Raf.
- Potamogeton fontigenus Y.H.Guo, X.Z.Sun & H.Q.Wang
- Potamogeton × franconicus G.Fisch.
- Potamogeton friesii Rupr. – rdestnica szczeciolistna
- Potamogeton fryeri A.Benn.
- Potamogeton gayi A.Benn.
- Potamogeton × gessnacensis G.Fisch. – rdestnica gesnacka
- Potamogeton gramineus L. – rdestnica trawiasta
- Potamogeton × griffithii A.Benn.
- Potamogeton groenlandicus Hagstr.
- Potamogeton × grovesii Dandy & G.Taylor
- Potamogeton × hagstromii A.Benn.
- Potamogeton × haynesii Hellq. & G.E.Crow
- Potamogeton × heslop-harrisoni i W.A.Clark
- Potamogeton heterocaulis Z.S.Diao
- Potamogeton hillii Morong
- Potamogeton hoggarensis Dandy
- Potamogeton illinoensis Morong
- Potamogeton × inbaensis Kadono
- Potamogeton × jacobsii Z.Kaplan, Fehrer & Hellq.
- Potamogeton × kamogawaensis Miki
- Potamogeton kashiensis Z.S.Diao
- Potamogeton × khuzestanicus S.Abbasi, Afsharz. & Dinarvand
- Potamogeton × kyushuensis Kadono & Wiegleb
- Potamogeton lacunatifolius Papch.
- Potamogeton × lanceolatus Sm.
- Potamogeton × leptocephalus Koidz.
- Potamogeton linguatus Hagstr.
- Potamogeton × lintonii Fryer
- Potamogeton lucens L. – rdestnica połyskująca
- Potamogeton × luxurians Z.Kaplan
- Potamogeton maackianus A.Benn.
- Potamogeton × maemetsiae Zalewska-Gal. & Ronikier
- Potamogeton mandschuriensis (A.Benn.) A.Benn.
- Potamogeton marianensis Cham. & Schltdl.
- Potamogeton × mariensis Papch.
- Potamogeton montevidensis A.Benn.
- Potamogeton montezumawellensis  Ricketson, G.M.Ricketson & Greenawalt
- Potamogeton × mysticus Morong
- Potamogeton natans L. – rdestnica pływająca
- Potamogeton × navicularis Hagstr.
- Potamogeton × nericius Hagstr. – rdestnica nerycyjska
- Potamogeton × nervigerus Wolfg. – rdestnica bezogonkowa
- Potamogeton × nitens Weber – rdestnica lśniąca
- Potamogeton nodosus Poir. – rdestnica nawodna
- Potamogeton × nomotoensis Kadono & T.Nog.
- Potamogeton oakesianus J.W.Robbins
- Potamogeton obtusifolius Mert. & W.D.J.Koch – rdestnica stępiona
- Potamogeton ochreatus Raoul
- Potamogeton octandrus Poir.
- Potamogeton × ogdenii Hellq. & R.L.Hilton
- Potamogeton × olivaceus Baagøe ex G.Fisch. – rdestnica oliwkowa
- Potamogeton × orientalis Hagstr.
- Potamogeton oxyphyllus Miq.
- Potamogeton papuanicus G.Wiegleb
- Potamogeton paramoanus R.R.Haynes & Holm-Niels.
- Potamogeton parmatus Hagstr.
- Potamogeton parvifolius Buchenau
- Potamogeton perfoliatus L. – rdestnica przeszyta
- Potamogeton × philippinensis A.Benn.
- Potamogeton polygonifolius Pourr. – rdestnica podługowata
- Potamogeton polygonus Cham.
- Potamogeton praelongus Wulfen – rdestnica wydłużona
- Potamogeton × prussicus Hagstr.
- Potamogeton × pseudofriesii Dandy & G.Taylor
- Potamogeton × pseudosarmaticus  Papch.
- Potamogeton pulcher Tuck.
- Potamogeton pusillus L. – rdestnica drobna
- Potamogeton quinquenervius Hagstr.
- Potamogeton × rectifolius A.Benn.
- Potamogeton richardii Solms
- Potamogeton richardsonii (A.Benn.) Rydb.
- Potamogeton × ripensis Baagøe
- Potamogeton × rivularis Gillot
- Potamogeton robbinsii Oakes
- Potamogeton rutilus Wolfg. – rdestnica błyszcząca
- Potamogeton × salicifolius Wolfg. – rdestnica wierzbolistna
- Potamogeton sarmaticus Mäemets
- Potamogeton × saxonicus Hagstr.
- Potamogeton × schreberi G.Fisch.
- Potamogeton schweinfurthii A.Benn.
- Potamogeton sclerocarpus K.Schum.
- Potamogeton × scoliophyllus Hagstr.
- Potamogeton × serrulifer Z.Kaplan
- Potamogeton sibiricus A.Benn.
- Potamogeton skvortsovii Klinkova
- Potamogeton solomonensis G.Wiegleb
- Potamogeton × sparganiifolius Laest. ex Fr. – rdestnica jeżogłówkolistna
- Potamogeton × spathulatus Schrad. ex W.D.J.Koch & Ziz
- Potamogeton spirilliformis Hagstr.
- Potamogeton spirillus Tuck.
- Potamogeton stenostachys K.Schum.
- Potamogeton strictifolius A.Benn.
- Potamogeton suboblongus Hagstr.
- Potamogeton × subrufus Hagstr.
- Potamogeton × subsessilis Hagstr.
- Potamogeton × sudermanicus Hagstr.
- Potamogeton sulcatus A.Benn.
- Potamogeton sumatranus Miq.
- Potamogeton tennesseensis Fernald
- Potamogeton tenuicaulis F.Muell.
- Potamogeton tepperi A.Benn.
- Potamogeton × torssanderi (Tiselius) Dörfl.
- Potamogeton × tosaensis Kadono, Horii & T.Yaman.
- Potamogeton tricarinatus F.Muell. & A.Benn.
- Potamogeton trichoides Cham. & Schltdl. – rdestnica włosowata
- Potamogeton tubulatus Hagstr.
- Potamogeton ulei K.Schum.
- Potamogeton × undulatus Wolfg. – rdestnica fałdowana
- Potamogeton uruguayensis A.Benn. & Graebn.
- Potamogeton × variifolius Thore
- Potamogeton vaseyi J.W.Robbins
- Potamogeton × vepsicus A.A.Bobrov & Chemeris – rdestnica wepska
- Potamogeton × versicolor Z.Kaplan, Hellq. & Fehrer
- Potamogeton wrightii Morong
- Potamogeton × yamagataensis Kadono & Wiegleb
- Potamogeton zosteriformis Fernald